# ناقد الطعام
من الممكن استخدام تعبيرات مثل ناقد الطعام وكاتب الطعام وناقد المطعم لوصف الكاتب الذي يقوم بتحليل ونقد الطعام أو المطاعم ثم نشر النتائج. وعلى الرغم من أن هذه التعبيرات ليست مترادفات على نحو تام، فإنها غالبًا ما تستخدم كبدائل، في بعض الأحيان على الأقل. أما هؤلاء الذين يشاركون آراءهم في أعمدة الطعام في الصحف والمجلات فيُعرفون باسم محرري أعمدة الطعام.

## المصطلح
كثيرًا ما يستخدم «كاتب الطعام» كتعبير واسع يشمل الشخص الذي يكتب عن الطعام وعن المطاعم. فعلى سبيل المثال، غالبًا ما توصف روث رايخل بأنها كاتبة/محررة طعام، وكانت على مدار مسيرتها المهنية قد عملت «ناقدة مطاعم» في جريدة نيو يورك تايمز ولوس أنجلوس تايمز. كما وُصف آر. دبليو. «جوني» أبل بأنه كاتب طعام، ولكنه لم يكن مطلقًا ناقدًا لمطعم معين. ومع ذلك، فقد كتب كثيرًا عن المطاعم التي سافر إليها بحثًا عن أطعمة جيدة. وكتب كالفين تريلين الكثير حول الطعام (وغيره من الأمور)، وكان مشهورًا بكتابته في بعض الأحيان حول مطاعم محددة، مثل آرثر براينت وديدي. ولكن المطاعم التي كتب عنها تعد أقل أهمية من تلك الواردة في مقالات أبل. وأخيرًا، ريتشارد أولني وهو كاتب طعام بارز أيضًا، ولكنه نادرًا ما كان يكتب حول المطاعم.
ويعد اللقبان ناقد الطعام و«ناقد المطاعم» مترادفين من المنظور العملي، على الرغم من الفرق الذي قد يوجد بينهما. فكلاهما يشير إلى موقف نقدي تقييمي يتضمن غالبًا نوعًا من أنظمة التصنيف. والفرق بينهما، إن وجد، يتضمن مدى الاستقصاء الممكن. ويتميز «ناقد الطعام» بحس معاصر، أي أن المطاعم والمخابز ومهرجانات الطعام والباعة المتجولين وعربات سندوتشات التاكو جميعها عرضة للنقد. حيث يمثل جوناثان جولد، الذي يعمل لصالح إل إيه ويكلي، هذا الاتجاه. ويعد لقب «ناقد المطاعم» لقبًا تقليديًا قد يتضمن مجالاً أكثر تقليدية للعمليات - تعد المطاعم التقليدية، وربما تلك التي تقدم وصفات من المطبخ الفرنسي، من الأمثلة على ذلك. فالتغير في الممارسة، إن لم يكن في المصطلحات، يعود إلى وصول رايخل إلى نيويورك تايمز، بدلاً من برايان ميلر. وفي سلسلة من الحوادث الموثقة توثيقًا جيدًا، اشتكى ميلر من أن رايخل كان «يعطي محلات مكرونة السوهو نجمتين وثلاث نجوم» مدمرًا بذلك نظام التصنيف الذي أسسه كريغ كليبورن وميمي شيراتون وميلر.

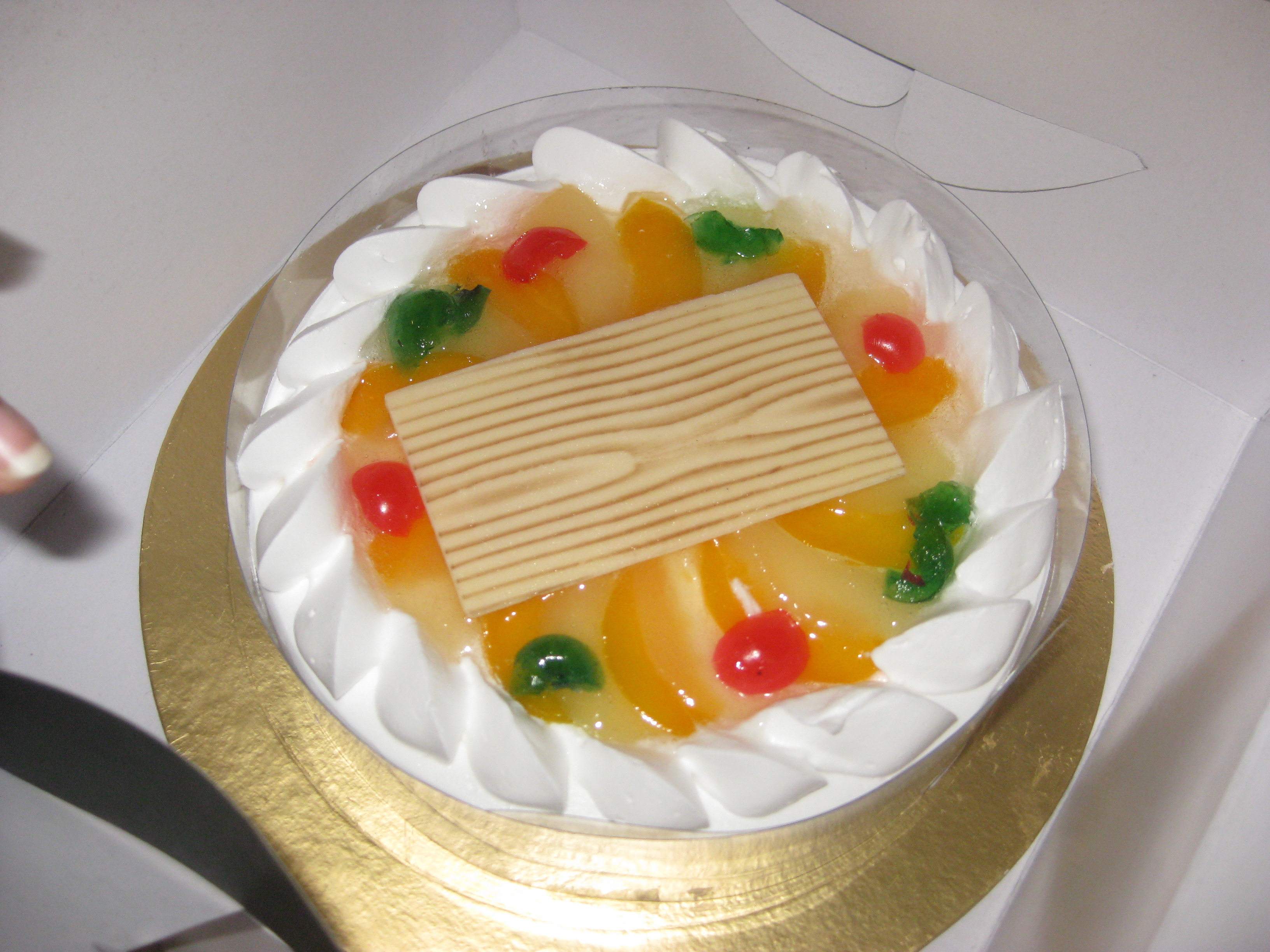
في القرن الماضي، كان نقاد الطعام الأكثر شهرة هم الذين يكتبون في الصحف اليومية في جميع أنحاء العالم، وعدد قليل منهم كانوا نقادًا للمطاعم يعملون لصالح المجلات الشهيرة.

## نقاد الطعام البارزون
بالنسبة لمعظم القرن الماضي، كان نقاد الطعام الأكثر شهرة هم الذين يكتبون في الصحف اليومية في جميع أنحاء العالم، وعدد قليل منهم كانوا نقادًا للمطاعم يعملون لصالح المجلات الشهيرة، مثل جورمت (Gourmet) في الولايات المتحدة. وتسببت الطبيعة سريعة الزوال للإذاعة والتلفزيون في استخدام عدد قليل جدًا من نقاد الطعام لهذه الوسيلة على نحو فعال (على العكس من الطهاة الذين استخدموا جميع وسائل الإعلام لتحقيق أقصى تأثير). وخير مثال على ذلك البرنامج الذي يذاع على قناة بي بي سي المعروف باسم برنامج الطعام (The Food Programme). كما استخدم هيو فيرنلي-ويتينجستال كلاً من وسائل الإعلام المسموعة والمقروءة للتركيز على إنتاج الطعام وليس التقديم، بعد أن بدأ كتابة عمود جديد في جريدة الغارديان (The Guardian) في سبتمبر 2006.
ويتراوح نهج نقاد المطاعم بين الكتابة بأسلوب لاذع (مثل إيه. إيه. جيل في لندن)، إلى الأسلوب الذكي/الدعابة (مثل مورغان ميرفي (صحفي)، وهو «ناقد الطعام الأكثر مرحًا في أمريكا» أو تيري دراك «ذي إندبندنت في يوم الأحد» (The Independent on Sunday)) إلى نهج «كنت هناك، وقمت بذلك» الخاص بروث رايخل بمجلة جورمت والكاتب السابق بجريدة نيويورك تايمز. ومن بين النقاد البارزين الآخرين باتريشيا ويلز الكاتبة بـ انترناشونال هيرالد تريبيون، وصاحبة مقالات مطلعة ومتبصرة عن الطعام والمطاعم، والتي تستخدم أحيانًا الأسلوب الحاد بدلاً من أسلوبها الرقيق المعتاد. وكان أبل الكاتب في نيويورك تايمز، قد كتب مقالات طويلة مدروسة حول أسفاره في جميع أنحاء العالم، بحثًا عن الطعام الجيد. براد إيه جونسون في لوس أنجلوس هو ناقد المطاعم الأمريكي الوحيد الذي فاز بجائزة جيمس بيرد وجائزة إعلام الطعام العالمية لو كوردون بلو (Le Cordon Bleu) لنقد المطاعم.
ثم إن هناك عددًا لا يحصى من نقاد الطعام المحليين، ومنهم نانسي ليسون في سياتل، وبات نورس في سيدني، وستيفن داونز وجون ليثلين في ملبورن، الذين يكتبون تعليقات أسبوعية وشهرية حول أفضل ما يوجد في مدنهم.
ومؤخرًا في أيسلندا، أثار ناقد الوجبات السريعة هاكون غوديونسن جدلاً بعد النقد القاسي الذي قدمه لسلسلة مطاعم الوجبات السريعة. وتضمنت قائمة من تعرضوا لانتقاداته القاسية؛ سلاسل مطاعم الوجبات السريعة أمريكان ستايل وسيرانوس وسابواي. وقد تسبب نقده لسيرانوس في أن قام المدير التنفيذي، إيميل هلجي لاروسون، بالتعليق في قسم التعليقات ليتعهد بأن يأخذ هذه الانتقادات بعين الاعتبار. ومؤخرًا وصف غوديونسن سابواي بأنها «إهانة للإنسانية» وانتقد الموظفين لأنهم غير ودودين؛ مما أدى إلى جدل ساخن في قسم التعليق.

## نقد الطعام على الإنترنت
أصبح الإنترنت أكثر أهمية في تشكيل الآراء حول المطاعم. وتأسس أول جيل من المواقع الإلكترونية الخاصة بالطعام مثل إيبيكيوريس  وتشووهوند  في منتصف التسعينيات من القرن العشرين.
وفي الآونة الأخيرة، برز جيل جديد من منتديات النقاش وأنظمة التصنيف وأصبحت أكثر تأثيرًا مثل ماوثفولز ويلب وإيجولت، وبعض مدونات نقد الطعام مثل جراب جريد و ذا إمبالسيف باي و فوديت ريفيوز وسلسلة مواقع وكتب روبين جولدشتاين الموجهة للمستهلك المعروفة باسم ناقد جسور (Fearless Critic).
كما سمح نقد الطعام على الإنترنت بإنشاء برامج لها جمهور معين، مثل البرنامج الإلكتروني للأطعمة المجمدة فريزر بيرنز, الذي قدمه جريجوري إن جي.